# Código del Estatuto Personal (Túnez)

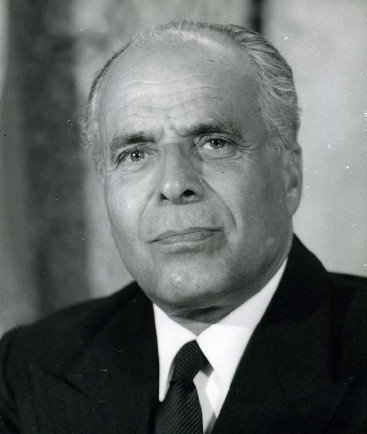
Retrato de Habib Burguiba

El Código del Estatuto Personal tunecino o CEP (en árabe: مجلة الأحوال الشخصية,  Maŷallat al-Aḥwāl aš-Šajṣiyya) consiste en una serie de leyes progresistas promulgadas tras la independencia de Túnez y el fin del protectorado francés el 20 de marzo de 1956, que trataban de rectificar la desigualdad jurídica entre hombres y mujeres en una serie de ámbitos de la vida privada, con el fin de modernizar y fomentar las bases del nuevo Estado tunecino siguiendo los modelos europeos. El CEP fue aprobado el 13 de agosto de 1956 por decreto beylical, y publicado en el Boletín Oficial (en árabe: الجريدة الرسمية, al-Ŷarīda ar-Rasmiyya) n.º 66 del 17 de agosto de 1956. Entró en vigor el 1 de enero de 1957. Su redacción fue una de las iniciativas más reconocidas de la administración del entonces primer ministro Habib Burguiba, que con la transición de una monarquía constitucional a un sistema republicano en 1957 se convertiría en presidente de la República Tunecina.
A lo largo de un documento compuesto por 213 artículos distribuidos en doce libros y basado en el malikismo, el CEP reconoce a la mujer derechos sin precedentes en la sociedad tunecina ni en el mundo árabe, como la abolición de la poligamia (art. 18) y el repudio al legislar sólo el divorcio judicial (art. 30), la participación de la esposa en los gastos del hogar (art. 23) la no prohibición explícita del matrimonio de la tunecina musulmana con un no musulmán (art. 5). Además de estas innovaciones únicas de la legislación tunecina, el CEP introdujo actualizaciones que inspiraron a sus homólogos en el mundo árabe: la eliminación del derecho de yabr a través del consentimiento obligatorio de los cónyuges (art. 3), el establecimiento de una edad mínima de capacitación para el matrimonio (art. 5), la capacidad de la esposa para casarse sin necesidad de la aprobación de un tutor (art. 9), la autorización para la inclusión de cláusulas en el contrato matrimonial (art. 11), la imposición al cónyuge causante del divorcio por perjuicio del pago de una indemnización al otro (art. 31), la eliminación de la práctica del 'niño dormido' al fijar en un año el período máximo del embarazo (art. 35) y la consideración del interés del menor al finalizar el período de custodia (art. 67). 
El CEP ha sido modificado en diez ocasiones y además se le han ido adjuntando una serie de leyes. El sucesor de Burguiba, Zine el Abidine Ben Alí, no cuestionó el código e introdujo cambios que lo reforzaron incluso, en particular con la enmienda del 12 de julio de 1993. El fortalecimiento de la sociedad civil tunecina a partir de las protestas que dieron comienzo en 2010 han perseguido la modificación de algunos de los aspectos discriminatorios que conserva el documento

## Contexto histórico

### Antecedentes
En cuanto a la cuestión de la mujer y sus derechos, Túnez es un país atípico dentro de la región magrebí desde la época beylical, cuando, "en vísperas del establecimiento del protectorado francés, [se] va a emprender un proceso de reforma destinado a reorganizar [la] relación [del bey] con la sociedad en una perspectiva nacional moderna". Ya en 1868, Kheireddine Pachá escribió La dirección más segura para conocer el estado de las naciones en árabe, que explica que el futuro de la civilización islámica está ligado a su modernización. En 1897, el jeque Mohamed Snoussi publicó Épanouissement de la fleur ou Étude sur la femme dans l'Islam, en el que promovía la educación de las niñas. Quince años más tarde, Abdelaziz Thâalbi, César Benattar y Hédi Sebaï publicaron L'Esprit libéral du Coran, que, además de abogar por la misma causa, defendía la supresión del hiyab.
En 1930, Tahar Haddad, influido por el reformismo novecentista de Kheireddine Pachá, Ibn Abi Dhiaf, Mohamed Snoussi, Salem Bouhageb, Mohamed Bayram V y otros pensadores que defendían la idea de la modernización, publicó Notre femme dans la législation islamique et la société. En él demuestra la posibilidad de compatibilidad entre el islam y la modernidad. Además, los argumentos que expuso en él fueron retomados por Burguiba en sus discursos. Aunque estas palabras fueron condenadas por los conservadores de la época, la redacción del CEP tuvo en cuenta casi todos los llamamientos de Haddad, como el consentimiento obligatorio para el matrimonio, la creación de un procedimiento de divorcio y la abolición de la poligamia. 
En esa misma época, el jeque y gran muftí de Túnez Mohamed Fadhel Ben Achour, también rector de la Universidad de Zitouna, publicaba su fetua, resultado de un ijtihād (en árabe: اِجتهاد) personal; y el periódico reformista Ennahda difundía los poemas de Abulkásim Xebbi, que participó, en menor medida que Haddad, en la defensa de los derechos de las mujeres. En 1947, Mohamed Abdelaziz Yait, antiguo ministro de Justicia que más tarde se opondría al CEP y autor de una mayólica que codificaba el estatuto personal y el derecho inmobiliario, lanzó un primer intento de reforma para unificar las doctrinas malikí y hanafí (en árabe: حنفي), que eran mayoritarias en Túnez.
Pese a estas iniciativas, el período anterior a la promulgación del CEP siguió siendo relativamente pobre en cuanto a los hechos jurídicos correspondientes al derecho familiar, por lo que fue necesario esperar al CEP para considerar una ruptura con los intentos y propuestas anteriores. En aquel Túnez apenas independiente, la población se regía por un sistema jurídico de corte francés en el que las distintas ramas del derecho (mercantil, penal, de obligaciones) se inspiraban en el modelo impuesto durante el protectorado. Sin embargo, esa codificación no causó efectos en el derecho de familia, que permanecía vinculado a lo religioso, sometiéndose los musulmanes a la ley islámica y los israelitas a los tribunales rabínicos. La familia se mantenía legítima, patriarcal, agnaticia y basada en la sangre; la filiación natural y la adopción eran ignoradas. La poligamia y el repudio caracterizaban el vínculo matrimonial, y la mujer se encontraba en inferioridad de derechos con respecto al hombre: el padre tenía derecho a acordar el matrimonio, la mujer debía obediencia a la autoridad del marido, y la partición era desigual en materia de sucesiones. 

### El proyecto político de Habib Burguiba
Los años posteriores a la independencia trajeron la codificación del derecho de la familia en Túnez, como también en Marruecos. Habib Burguiba, convertido presidente de la República en 1957, era un gobernante sabio, inspirado por el clima de transformación de los valores que germinó a mediados del siglo XIX bajo el nombre de Nahda (en árabe: النهضة, "el renacimiento"), cuya visión de Estado incluía una república presidencialista a la americana. Durante los primeros meses de su mandato, Burguiba intentó aprobar una serie de decretos-leyes que modernizaran a marcha forzada determinados aspectos del país, como la enseñanza y la justicia además de la familia. Hizo de la promoción de la mujer uno de los ejes de su proyecto de sociedad basada en la inclusión y la no discriminación, y optó por una enseñanza moderna que diera preponderancia a la razón analítica, crítica y libre de todo postulado dogmático. A contracorriente de sus homólogos árabes, Burguiba priorizó la educación y la salud, en detrimento de las armas, liberó los métodos anticonceptivos y retrasó la edad legal para contraer matrimonio.
El 13 de agosto de 1956, se publican estas medidas reunidas en un documento titulado Code du statut personnel ("Código del estatuto personal"), incluido en francés cuatro días más tarde en el Boletín Oficial n.º 66 del 17 de agosto. De manera oficial se afirma el carácter perenne del islam, pero se realiza una distinción entre la confesionalidad individual (a la que no se hace referencia) y el conjunto de leyes a las que se somete la población. El legislador reivindica su derecho al refuerzo jurisprudencial o ijtihad, no se limita a codificar, quiere intervenir en el contenido mismo del derecho para adaptarlo a las nuevas circunstancias y hacer que la sociedad evolucione. En concreto, la emancipación femenina constituye uno de los pilares de la legislación. El código desmarca a Túnez del resto del mundo árabe al prohibir la poligamia y al instituir un divorcio necesariamente judicial, abierto a los dos esposos por igual. A nivel del discurso político, las dos innovaciones se justifican en un retorno a las fuentes. En un principio aplicable únicamente a los musulmanes, un año más tarde regirá para todos los tunecinos, sin distinción de religión.

## Texto fundador

### Vínculo matrimonial
El CEP comienza en su apertura equiparando en derechos a los esposos desde que se constituye el matrimonio y, además, en caso de que se disuelva. No obstante, durante décadas, en materia matrimonial el legislador se mostró más prudente y mantuvo una jerarquía entre marido y mujer. Fue necesario esperar a las reformas de 1993 para que se instaurase un cambio significativo. El CEP establece por primera vez en un país árabe-musulmán el principio del consentimiento de ambos cónyuges como norma de validez de cualquier matrimonio. Aunque el derecho matrimonial musulmán tradicional preveía ya el consentimiento mutuo de ambos cónyuges, la diferencia se debe principalmente a la codificación positiva de este derecho.
En lo relativo a la constitución del vínculo matrimonial, el CEP establece la edad matrimonial, el consentimiento de los futuros esposos y los impedimentos al matrimonio por parentesco; afinidad y lactancia se regulan de manera idéntica, así como el plazo de espera por viudedad. Se prevé también que el marido entregue una dote a la mujer. La edad mínima obligatoria para contraer matrimonio, inicialmente limitada a 18 años para el hombre y a 15 años para la mujer, se incrementó inicialmente en dos años para ambos cónyuges mediante el Decreto n.° 64-1 de 20 de febrero de 1964, antes de que la Ley n.° 2007-32 de 14 de mayo de 2007 la unificara en 18 años para los jóvenes de ambos sexos. El texto precisa que "por debajo de esta edad, el matrimonio sólo puede contraerse en virtud de una autorización especial del juez, que sólo la concederá por motivos graves y en interés de los dos futuros cónyuges". En el mismo caso, el consentimiento para el matrimonio de un menor debe ser dado por el pariente más cercano, que debe cumplir tres condiciones: "estar en su sano juicio, ser varón [y] mayor de edad".

El CEP también prohíbe a un hombre casarse con "sus ascendientes y descendientes, sus hermanas y los infinitos descendientes de sus hermanos y hermanas, sus tías, tías-abuelas y tatarabuelas" y "la mujer de la que se haya divorciado tres veces". La poligamia, aunque bastante marginal en la época, también estaba prohibida, incluso si la segunda unión no era "formal": "El que, habiendo contraído matrimonio, contraiga otro antes de la disolución del anterior, será castigado con un año de prisión y una multa". Para justificar esta medida, Burguiba se remite a una azora del Corán:
"Nos hemos ajustado al espíritu del Libro Sagrado [...] que está orientado a la monogamia. Nuestra decisión en este asunto no contradice ningún texto religioso y está en armonía con nuestra preocupación por la justicia y la igualdad entre los sexos" (Corán 3:4).
Esta azora establece que "es permisible casarse con dos, tres o cuatro de las mujeres que te gustan, pero si temes no ser justo con ellas, entonces sólo una, o las esclavas que poseas. Esto es para no cometer injusticias". Para Burguiba, siendo la condición de equidad entre las esposas imposible de asegurar, la prohibición de la poligamia se convierte, por tanto, en legítima. Y, provocando a los conservadores, añade:
"Los defensores de la poligamia deberían admitir, con espíritu de equidad, que la esposa pueda ser poliándrica en caso de esterilidad del marido".
El legislador tunecino retoma las justificaciones teóricas de Tahar El Haddad, quien lleva a cabo un razonamiento en dos fases. En primer lugar, constata como el Corán restringe la poligamia, que ya no es ilimitada, sino que se reduce a una tetragamia. Pero, añade, ese número está condicionado a un tratamiento igualitario de las esposas por parte del marido, lo cual, según el mismo Corán, es imposible. El CEP también recuerda que "cada uno de los dos cónyuges debe tratar a su cónyuge con benevolencia, vivir en buenas relaciones con él y evitar causarle daño", suprimiendo así el deber de obediencia de la esposa hacia su marido. Al mismo tiempo, el texto obliga a la esposa que posee bienes a contribuir a los gastos de la familia, mientras que el marido ya no tiene ningún poder de administración sobre los bienes propios de la esposa.

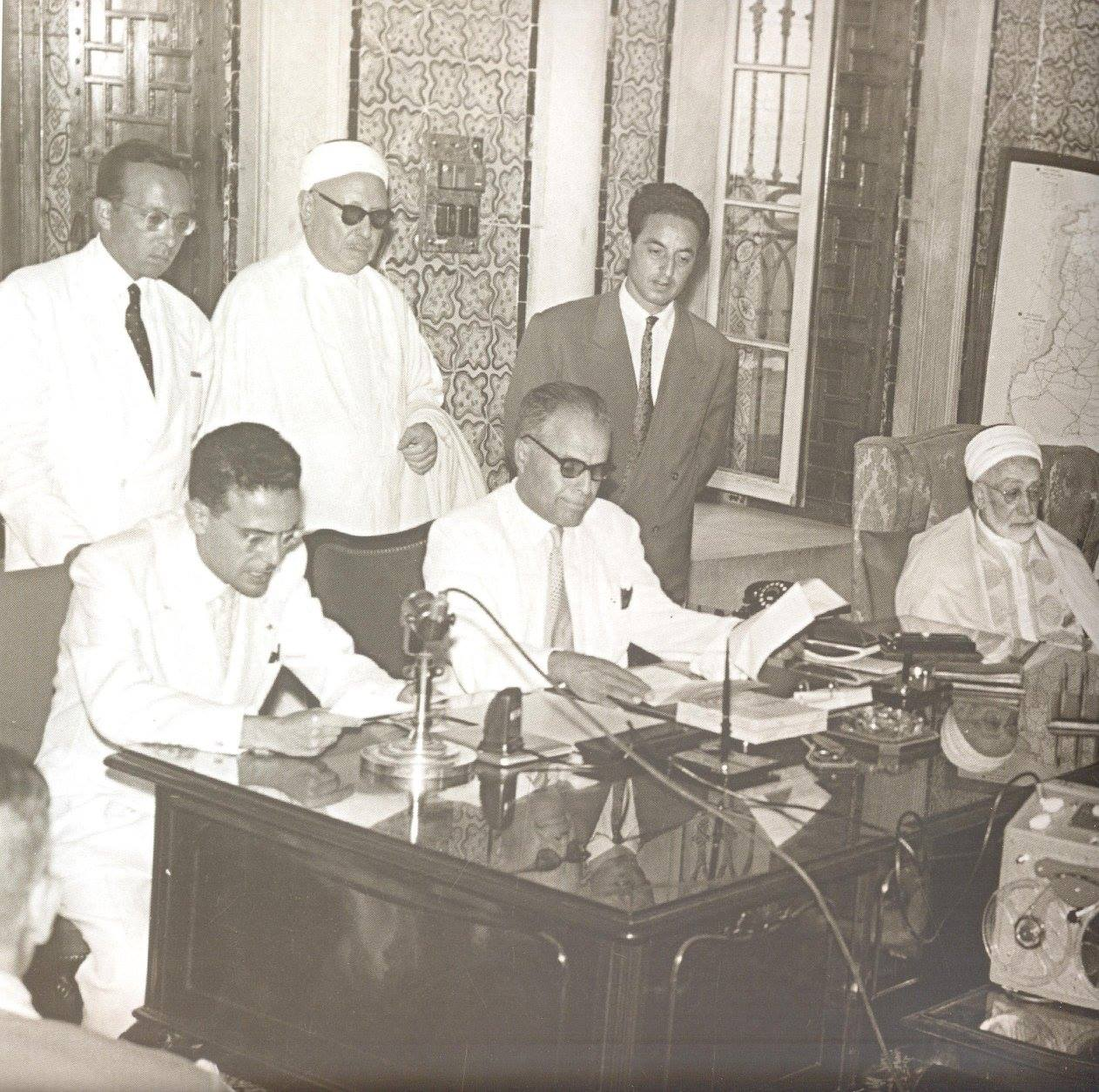
Día de la promulgación oficial del Código del Estatuto Personal (CEP) tunecino. Ahmed Mestiri, Ministro de Justicia, está sentado junto a Burguiba. A la derecha de la foto, el jeque Mohamed Tahar Ben Achour. En gris, detrás de Burguiba, está Abdalá Farhat. En esta reunión, la lectura del PEC fue realizada por el jeque Mohamed Tahar Ben Achour en presencia de algunos miembros del gobierno y también del jeque Mohamed Abdelaziz Yait (de pie con chilaba blanca)

Hasta 1956, el divorcio seguía siendo competencia del hombre, que podía repudiar unilateralmente a su mujer mediante una simple declaración autentificada por dos testigos. Por el contrario, el CEP establece un procedimiento de divorcio que "sólo puede tener lugar ante el tribunal" y que supone "la disolución del matrimonio". La igualdad entre esposos para la disolución del vínculo matrimonial es perfecta: el divorcio, siempre judicial, es posible por igual a los dos esposos, por las mismas causas. Puede pronunciarse por mutuo consentimiento de los dos cónyuges, a solicitud de uno o del otro por el perjuicio sufrido, a solicitud del marido o de la mujer sin justificación alguna. En los dos últimos casos, se establece que "el perjuicio material se compensará [a la esposa] en forma de una renta vitalicia pagadera mensualmente [...] sobre la base del nivel de vida al que estaba acostumbrada durante la vida matrimonial, incluida la vivienda". Otros aspectos, como la disparidad de cultos, impedimento matrimonial en el derecho musulmán, se dejan sin regular a favor de una interpretación que retorne a las fuentes.
El CEP también instituye el principio de igualdad de hombres y mujeres en términos de ciudadanía. Además, si el hijo no tiene bienes propios, los gastos necesarios para su manutención se toman de los bienes del padre.

### Vida conyugal y familiar
El CEP de 1956 perpetuaba una imagen de familia aún relativamente heteropatriarcal, y hubo que esperar hasta la reforma de 12 de julio de 1993 para que las relaciones de autoridad fueran sustituidas por unas basadas en la asociación y la participación. La reforma de 1993 también modificó el artículo 23 del CEP en las disposiciones sobre las relaciones patrimoniales, pero el legislador no tuvo en cuenta los textos relativos a la nafaqa y no armonizó las soluciones. En su redacción inicial, el CEP hacía recaer en el marido la obligación de hacerse cargo del sustento familiar, y preveía igualmente la contribución de la mujer "si tiene bienes". La jurisprudencia se negó a considerarlos como una obligación, estimó que se trataba de una contribución secundaria y facultativa. La obligación del marido de hacerse cargo del sustento familiar se mantiene en el nuevo artículo 23, pero se introduce la idea de compartir; según la nueva versión, las necesidades de la esposa y los hijos recaen sobre el marido como cabeza de familia, y la mujer deberá contribuir si tiene bienes. De ese modo la contribución ha pasado a ser obligatoria.
Además, una ley de 1998 introduce y reglamenta al margen del CEP un régimen de comunidad de bienes. Se trata de un régimen facultativo que, una vez adoptado por los esposos, modifica sustancialmente las relaciones patrimoniales, ya que prevé una estricta igualdad de los esposos en la gestión de los bienes comunes.
En cuanto a las relaciones entre los padres y de éstos con sus hijos, el texto original del CEP retomaba las soluciones tradicionales. Establecía la preeminencia de los hombres en la wilaya y para la hadana, un orden sucesorio favorecedor para la madre y la línea materna; por otro lado, la obligación de alimentos recaía esencialmente en el padre. En ese aspecto se pasa de la jerarquía a una participación del padre y de la madre en las relaciones paternofiliales, pero de nuevo, la evolución no ha terminado y la igualdad perfecta todavía es lejana.

### Filiación
La introducción del CEP supuso un distanciamiento de la regulación de la filiación que propone el derecho musulmán, por el cual esta es paterna legítima, se trata de introducir al menor en la línea paterna (nasab), la filiación natural no es tenida en cuenta y la adopción prohibida. En el momento de promulgación del código, el legislador tunecino retomó las reglas clásicas. Sin embargo, admitió la adopción y permitió que se estableciera la filiación natural, curiosamente, a través de leyes especiales no integradas en el código.
El concepto de legitimidad, determinado por la vinculación del hijo a una genealogía paterna, es tratado con ambigüedad en el CEP, permitiendo todo tipo de interpretación y recurso a la sharía para completar y aclarar la materia. Pese a las disposiciones en cuanto a filiación del CEP tunecino, en materia de filiación la cuestión ha sido objeto de transformación por las leyes especiales no integradas en el código. De este modo es tratada la adopción, reconocida mediante la Ley de 4 de marzo de 1958, por la cual la filiación adoptiva produce los mismos derechos y obligaciones que la filiación legítima. El artículo 14 prevé expresamente que el adoptado tome el apellido del adoptante, introduciéndose así en su línea genealógica. 

### Testamento
En esa materia, el legislador tunecino ha sido, al igual que el resto de sus homólogos arabo-musulmanes, fieles al derecho musulmán. Las escrituras en la materia son bastante detalladas y dejan poco lugar a la interpretación. Para muchos, la cuestión sucesoria se deriva del dogma. Así pues, la legislación se encuentra los mismos conceptos, las mismas distinciones, los mismos mecanismos, los mismos modos de exposición y los mismos principios. No obstante, el esquema clásico se encuentra un poco perturbado por la introducción en la legislación de dos mecanismos desconocidos en el rito malikí: el legado obligatorio y el Radd. Estas dos reformas sacuden los fundamentos del Derecho musulmán clásico basados en la agnación. Las modificaciones aportadas suponen la alineación del Derecho sucesorio y el Derecho de familia, traducen, como el resto del CEP el tránsito de la familia patriarcal agnaticia a la familia nuclear, conyugal, dominada por un sentimiento de afección.

## Reformas jurídicas posteriores

### Modificaciones al CEP
El legislador tunecino ha ido desarrollando el CEP conforme la evolución social ha demandado actualizaciones que eliminaran las diferencias y discriminaciones entre hombres y mujeres en el texto original, al que se han añadido libros enteros y cuyas disposiciones han sido revaluadas. A través de leyes especiales y fuera del código, un total de diez modificaciones han eliminado hasta ahora la mayoría de los principios de derecho islámico que establecen la dependencia y sometimiento de la mujer a la autoridad del hombre. A pesar de esto, se mantienen otros como la discriminación de la mujer en la herencia, la desigualdad en la edad tanto de capacitación para el matrimonio como en el derecho de manutención, la obligatoriedad de la dote, la prohibición a la mujer de ser tutora en el matrimonio, etcétera.
En su estudio del CEP, Ruiz-Almodóvar resume las diez modificaciones que ha sufrido el código desde su promulgación:
1. (ley n.º 40 del 27 de diciembre de 1957) deroga los artículos 3, 4 y 5 del preámbulo y con ello puso fin a las diferentes legislaciones de Estatuto Personal. Con esta unificación todos los tunecinos, sin distinción de confesión religiosa, se rigen desde entonces por este Código.
2. (ley n.º 70 del 4 de julio de 1958) atañe sólo al art. 18 y mediante ella se refuerza la prohibición de la poligamia al aclarar que se infringe la ley aunque el segundo matrimonio no se concluya legalmente. Con ello se intenta evitar que aumente los matrimonios sin registrar, solución frecuente en los países islámicos cuando se ponen trabas a la poligamia o al repudio.
3. (ley n.º 77 del 19 de junio de 1959) introduce el Libro undécimo relativo al testamento y el art. 143bis. Este nuevo artículo permite tanto a la viuda como a la hija o nieta heredar los bienes de su esposo, padre o abuelo, en el primer caso cuando éste no tenga herederos agnaticios y en el segundo aunque haya herederos varones en las ramas colaterales. Con lo cual se favorece a las herederas directas frente a los hermanos y tíos del causante, así como frente al Tesoro Público.
4. (decreto ley n.º 21 del 30 de agosto de 1962, ratificado por la ley n.º 41 del 22 de octubre de 1962) atañe sólo al art. 32 y mediante ella se traslada las competencias en casos de divorcio a un tribunal, se especifica las actuaciones tanto del tribunal como de su presidente y se ordena que todas las disposiciones se tienen que cumplir aunque haya apelación. Con ello las personas implicadas, en especial los hijos, tienen un mayor amparo legal.
5. (decreto ley n.º 1 del 20 de febrero de 1964, ratificado por la ley n.º 1 del 21 de abril de 1964) atañe a los arts. 5, 18 y 21, mediante ella se elimina la noción de pubertad y se aumenta la edad mínima de capacitación para el matrimonio de 15 años a 17 en el caso de las mujeres y de 18 años a 20 en el caso de los hombres (art. 5); se refuerza de nuevo la prohibición de la poligamia al aclarar que también se infringe la ley aunque el primer matrimonio no se hubiese concluido legalmente (art. 18), y se prohíbe, bajo pena de cárcel, que los cónyuges reanuden o mantengan la convivencia tras ser declarado nulo su matrimonio (art. 21).
6. (ley n.º 17 del 18 de mayo de 1964) introduce el Libro duodécimo relativo a la donación.
7. (ley n.º 49 del 3 de junio de 1966) atañe a los arts. 57, 64 y 67, mediante ella se elimina el orden de los beneficiarios de la custodia del menor cuando el matrimonio se rompe por muerte de uno de los cónyuges o por divorcio (art. 57); se concede al juez la libertad de designar a la persona más idónea, cuando el beneficiario del derecho de custodia renuncia (art. 64), y se instituye que, en caso de muerte, el beneficiario será el cónyuge superviviente y, en caso de divorcio, el juez pueda designar a cualquiera de los cónyuges o a otra persona (art. 67). Con ello se potencia el interés del menor frente a otros intereses.
8. (ley n.º 7 del 18 de febrero de 1981) atañe a los arts. 31, 32, 58, 60, 154 y 155 e introduce el art. 53bis, mediante ella se define en que consiste la indemnización a la exesposa en los casos de divorcio por perjuicio y como se debe pagar (art. 31); se introduce en los procedimientos de divorcio la actuación de un juez de paz (art. 32); se condena con pena de cárcel y multa al que no pague la manutención o la pensión (art. 53bis); se faculta al juez, cuando lo considere beneficio- so, concederle la custodia del menor a una mujer aunque no cumpla las condiciones requeridas (art. 58); se deja a la consideración del juez el que el custodiado pueda pasar la noche en otra casa (art. 60), y se permite a la madre el ser tutora de sus hijos/as menores cuando el padre haya muerto o perdido su capacidad (arts. 154-155).
9. (ley n.º 48 del 4 de mayo de 1992) atañe sólo al art. 204 y mediante ella se incorpora la obligatoriedad de plasmar la donación en un documento oficial y de inscribir en el registro inmobiliario la donación de los bienes inmuebles.
10. (ley n.º 74 del 12 de julio de 1993) atañe a los arts. 2, 6, 12, 23, 28, 32, 43, 44, 46, 53bis, 60, 67 y 153 e introduce el art. 32bis, mediante ella se extiende tanto a la novia (art. 2) como a la esposa (art. 28) el mismo derecho, y en las mismas condiciones, que tenía el novio y el marido de recuperar los regalos efectuados a su pareja, con ello se reconoce que la mujer también puede hacer regalos; se concede a la madre el derecho de negar su consentimiento al matrimonio de su hijo/a menor (art. 6); se suprime la aclaración de que la dote no tiene límites (art. 12); se extienden a ambos cónyuges deberes que antes sólo competía a uno de ellos y se suprime el deber de obediencia de la esposa (art. 23), éste es un gran avance legal para la mujer ya que por dicho deber la esposa estaba sometida totalmente a su marido; se elimina en los procedimientos de divorcio la figura del juez de paz y se introduce la del juez de familia, además legisla la actuación de dicho juez cuando el demandado/a no comparece así como cuantas sesiones conciliatorias hay que celebrar y en que plazos (art. 32); se castiga con pena de cárcel al cónyuge que evite que le llegue la citación al otro (art. 32bis); se extiende el derecho de manutención a los/as ascendientes maternos en primer grado (arts. 43-44); se amplia el derecho de manutención de los hijos hasta los 25 años si están estudiando (art. 46); se instituye que el pago de la manutención o de la pensión suspenden todas las actuaciones y se crea un fondo de garantías que será el encargado de pagar la manutención o pensión a los hijos y a la exesposa del condenado por no satisfacer dichas obligaciones (art. 53bis); se le concede a la madre el mismo derecho que tenía el padre o tutores de interesarse por los asuntos de su hijo custodiado (art. 60); se legisla que, cuando la madre sea la beneficiaria del derecho de custodia, también tenga la tutela en lo concerniente a viajes, estudios y administración de las cuentas financieras del custodiado, así como las causas por las que el juez puede quitarle al tutor sus derechos de tutela y concederlos a la madre que tiene la custodia (art. 67), y se instituye que el matrimonio del menor, que ha cumplido los 17 años, lo emancipa respecto a su estatuto personal y a la gestión de sus asuntos civiles y mercantiles (art. 153).

### Modificación del 12 de julio de 1993
En la práctica, las reformas se hicieron en 1993. Aunque no se completan todos los proyectos feministas, que quieren un reconocimiento claro de la igualdad entre los dos sexos, las reformas tienden a compartir la autoridad entre los dos cónyuges en lugar de la autoridad exclusiva del padre. La enmienda n.º 93-74, de 12 de julio de 1993, por la que se modifica el CEP, otorga a la mujer el derecho a transmitir su patronímico y su nacionalidad a sus hijos de la misma manera que su marido, incluso si está casada con un extranjero, con la única condición de que el padre haya dado su aprobación. Otras medidas son la participación de la madre en la gestión de los asuntos de los hijos y el consentimiento obligatorio de la madre para el matrimonio de su hijo menor. Además, la mujer adquiere el derecho a representar a sus hijos en algunos actos jurídicos y a abrir y gestionar una cuenta de ahorro en su beneficio. Además, el texto obliga a los cónyuges a tratarse con "benevolencia" y a ayudarse mutuamente en la gestión del hogar. Hasta entonces, la mujer debía respetar las prerrogativas del marido. Además, otra prescripción anula el privilegio de los abuelos paternos de recibir alimentos de sus hijos y lo extiende también a los abuelos maternos, anulando así el concepto de familia patriarcal al eliminar su unidad jurídica.
Más adelante, un segundo conjunto de disposiciones refuerza la protección de las mujeres frente a los hombres, reprimiendo más rigurosamente la violencia conyugal e instituyendo el pago de la pensión alimenticia, al tiempo que aumenta la represión de los maridos divorciados que no respetan esta obligación. En 1995, se aprobaron otras innovaciones legislativas relativas a la distribución de los bienes en el seno de la pareja, reconociendo que la constitución de los bienes corresponde a ambos cónyuges y que, en caso de divorcio, la mujer no puede verse perjudicada en la distribución del patrimonio común.

### Leyes anexas
La de mayor importancia por su significado, dado que es la primera vez que un país árabe autoriza legalmente la adopción, es la ley n.º 27 del 4 de marzo de 1958 relativa a la tutela pública, la garantía y la adopción, consta de 16 artículos. Las demás leyes son: Decreto del 12 de julio de 1956 regulando el estatuto personal de los extranjeros, consta de cinco artículos; Decreto del 18 de julio de 1957 relativo a la organización de la designación de los curadores y del control de su administración y sus cuentas, consta de 24 artículos; Ley n.º 2 del 24 de mayo de 1962 relativa al delito de no representación del custodiado, consta de un solo artículo; Ley n.º 46 del 3 de noviembre de 1964 relativa al certificado médico precedente al matrimonio, consta de siete artículos; Acuerdo del 24 de noviembre de 1964 relativo al modelo del certificado médico precedente al matrimonio, y Ley n.º 47 del 21 de noviembre de 1967 relativa al lugar de los niños ante la familia, consta de cinco artículos.

## sigloXXI

### Asociacionismo

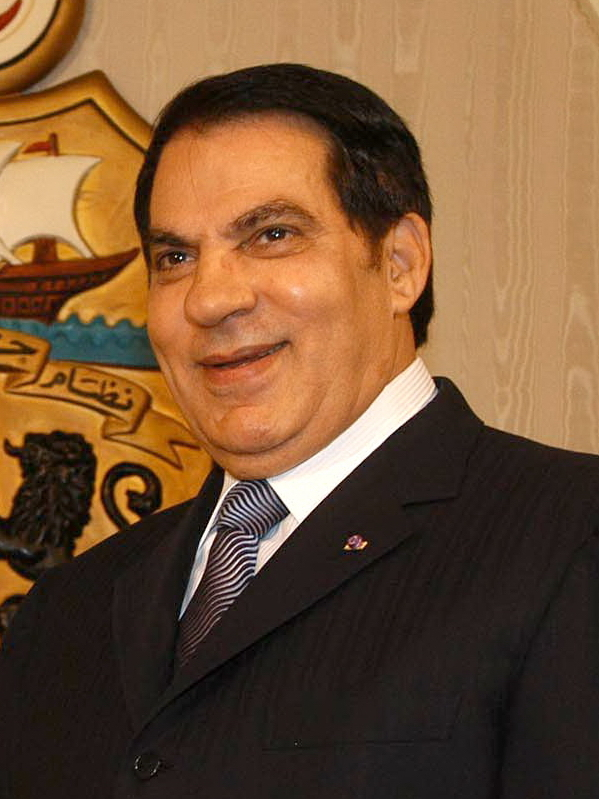
Zine el Abidine Ben Alí, sucesor de Burguiba y presidente de la República de Túnez entre 1987 y 2011

Sana Ben Achour ha descrito la sociedad civil tunecina bajo el mandato de Burguiba (1956-1987), motivada entonces a asumir los retos de la construcción nacional y el despegue económico y social, como "atrapada en el jacobinismo burguibiano y su proyecto prometeico". Sin embargo, no es hasta el boom asociativo de los años 80, que encarnaba la transición hacia el pluripartidismo, cuando se acuña el término árabe actual mujtamaʿā madanī (en árabe: مجتمع مدني, "sociedad civil"). La expresión tiene una carga política como sinónimo de democratización y "buen gobierno", del que expresaría el "nuevo ideal participativo". Sin embargo, pese a que el nacimiento en masa de nuevas asociaciones fue notabilísimo durante los primeros años del mandato de Ben Alí (3.497 nuevas asociaciones creadas entre 1988 y 1989), lo cierto es que estas entidades fueron creadas para aparentar la apertura democrática del régimen. La mayoría de ellas orbitaba alrededor del poder. Sin embargo, aunque la reforma de la Ley de las Asociaciones de 1992 (que prohibía a las entidades rechazar una solicitud de adhesión) permitió a las autoridades vigilar desde dentro el mundo asociativo y a sus activistas, algunas entidades y asociaciones sí llegaron a ejercer el papel de una suerte de contrapoder, o al menos de canal de denuncia de las agresiones a los derechos humanos que cometía la administración de Ben Alí.

#### Sociedad civil tunecina después de 2011
Las revueltas populares que estallaron en Túnez y el derrocamiento del régimen dictatorial de Ben Alí en 2011 iniciaron un proceso de transformación que ha reconfigurado el panorama de actores que determinan la agenda política, y en él la sociedad civil se ha erigido protagonista. Como observa Ketiti, "si bien esta intensificación del debate sociopolítico ha permitido la participación de todas las fuerzas sociales, también ha puesto de manifiesto la fractura ideológica, política y social del pueblo tunecino". La bipolarización social y política en torno a dos proyectos distintos, el religioso y el secular, el contexto económico de crisis (aumento de la inflación y del desempleo, especialmente el femenino) y la inestabilidad institucional (entre enero y octubre de 2011 se sucedieron tres presidentes de gobierno) hicieron de los primeros años posteriores al derrocamiento de Ben Alí un período de intenso debate, donde se propició la participación (o el incremento de esta) de unos "nuevos actores de la revolución y de la transición" en la vida política. Mohamed Kerrou distingue cuatro perfiles de fuerzas sociales que surgieron de forma casi espontánea en el panorama político tunecino inmediatamente posterior a la dictadura: los diplomados parados, los militantes sindicalistas de base, los abogados y los ciberactivistas.
El número de solicitudes de creación de asociaciones siguió incrementando considerablemente los siguientes años. En marzo de 2013, IFEDA contabilizó 15.167 asociaciones registradas. Entre ellas, Ketiti aprecia un aumento de las que se ubican en ámbitos donde "la dictadura había ejercido un férreo control y censura", como son las asociaciones defensoras de los derechos humanos y la ciudadanía (500 asociaciones).

#### Asociacionismo femenino

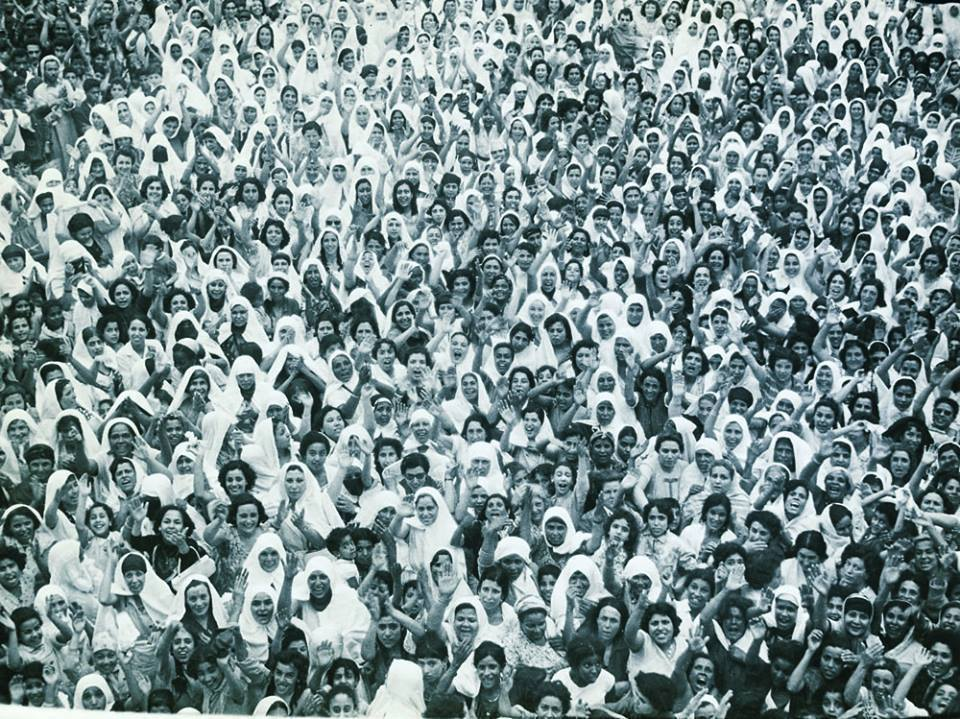
Mujeres tunecinas saliendo espontáneamente el 14 de agosto de 1956 para celebrar el CEP al día siguiente de su promulgación

La legislación progresista tunecina, sumada a las políticas promovidas por Burguiba en la década de 1960 a favor de la educación gratuita y universal, la planificación familiar  y la salud reproductiva, ha permitido una consolidación de los derechos de las mujeres desde los albores de la República. Sin embargo, este proceso ha sido gradual, y en él el papel del movimiento feminista tunecino ha sido imprescindible. En los últimos años, se han sucedido reformas en el Código Penal (CP) en 2004 y 2007, para castigar y penalizar el acoso sexual y para equiparar en los 18 la edad mínima del matrimonio para ambos sexos, respectivamente. En 2008, se garantizó a las madres divorciadas con el derecho de disponer del alojamiento conyugal; y en 2010 se dio el derecho a los hijos de madre tunecina y padre extranjero de adoptar la nacionalidad materna.
Según Ketiti, sin embargo, los avances legislativos no están en sintonía con la política estatal, y sería oportuno el acompañamiento de estas leyes con campañas de sensibilización y transformación social. Para la autora, "las mejoras en el [CEP] se deben más a la presión de los organismos internacionales y del movimiento de mujeres, respaldado por las organizaciones de derechos humanos, que a la iniciativa o voluntad propia de los diferentes gobiernos", desde Burguiba hasta Essebsi. La institucionalización de una especie de "feminismo oficial" (Ministerio de la Mujer, OSC de Mujeres, figuras políticas femeninas) ha servido a estos gobiernos durante más de seis décadas para apropiarse del discurso reivindicativo feminista, complaciendo y calmando así a las fuerzas conservadoras políticas y judiciales. Esta instrumentalización fue especialmente dañina para los derechos de las mujeres durante el régimen de Ben Alí, donde la causa se inscribió en un "insoportable chantaje: o derechos de las mujeres o libertades públicas y derechos humanos".
El estallido de la Revolución del Jazmín trajo al frente de las protestas a mujeres de todas las categorías sociales. En este momento vieron luz por primera vez asociaciones femeninas islamistas, como la coalición Unión de Mujeres Libres. Estas asociaciones, sin embargo, "han sido instrumentalizadas por el gobierno [de Ennahda, que ganó las elecciones legislativas de octubre de 2011] reproduciendo, ahora con nuevos actores, el viejo esquema de la época de Ben Alí". Además, las expectativas comunes de un futuro igualitario se vieron especialmente obstaculizadas después de la victoria islamista. El partido islamista anuló la ley de adopción promulgada en 1956 y la sustituyó por la kafala (en árabe: كَفَّلَ, traducible como "tutela"), que priva a la persona adoptada del derecho a la herencia.

Respecto a las asociaciones laicas, Ketiti apunta:
Por otra parte, las asociaciones laicas cuentan con el apoyo de un amplio sector de la sociedad civil, los partidos políticos y una importante franja de población que defiende la secularidad del Estado, incluidas mujeres de todas las tendencias. Sus fuentes de financiación proceden, principalmente, de donantes occidentales y de organizaciones internacionales. Las asociaciones de mujeres islamistas, en cambio, están apoyadas por el partido islamista Ennahda en el gobierno y la emergente sociedad civil islamista, siendo sus principales fuentes de financiación el Estado y algunos países islámicos. La desconfianza entre estos dos bloques de movimientos de mujeres augura una época de confrontación del activisimo femenino en Túnez.

### Actualizaciones legislativas

#### Ley de asociación de 2011
En enero de 2011, la Alta Instancia para la realización de los objetivos de la revolución, la reforma política y la transición democrática promovió, entre otras medidas, la norma que regula a las asociaciones, materializada mediante el Decreto n.º 88-2011 referente a la regulación de las asociaciones de 24 de septiembre. La urgencia por cambiar esta medida estaba relacionada tanto con las importantes limitaciones que el marco legal de las asociaciones imponía sobre la vida asociativa en Túnez desde su independencia en 1956, como con el protagonismo creciente de la sociedad civil a partir de las recientes revueltas. Por tanto, la nueva legislación tenía como objetivo dejar cierto espacio a la dinamización de movimientos asociativos en el país.
Pérez Beltrán resume las tendencias que caracterizan esta norma en los siguientes puntos:
- Mayor facilidad para constituir las asociaciones, sustituyendo la preponderancia que anteriormente tenía el férreo Ministerio del Interior por el Secretariado General del Gobierno.
- Limitación del tiempo de respuesta de la administración a un mes, equiparando la no recepción del acuse de recibo durante dicho plazo a la aceptación.
- Mayor libertad para la admisión o exclusión de miembros y fundadores a través de los requisitos estipulados libremente en los estatutos. No obstante, existen dos cuestiones conflictivas: la prohibición para los fundadores y directivos de la asociación de ocupar puestos de responsabilidades dentro de los partidos políticos, y la posibilidad de que menores de 18 años (desde 16 años; art. 8-segundo) puedan ser miembros fundadores de la asociación, lo cual puede ser motivo de conflicto en cuanto a responsabilidad de los actos.
- Articulación de diversos mecanismos de control de los recursos económicos y de la financiación de las asociaciones, especialmente cuando se tratan de subvenciones procedentes del exterior.
- Establecimiento de un sistema gradual de sanciones con preponderancia de la vía judicial, desde la advertencia previa hasta la disolución definitiva.
- La desaparición de las multas y penas de cárcel dentro de la norma referente a las asociaciones.

#### Ley de violencia de género en Túnez 58/2017

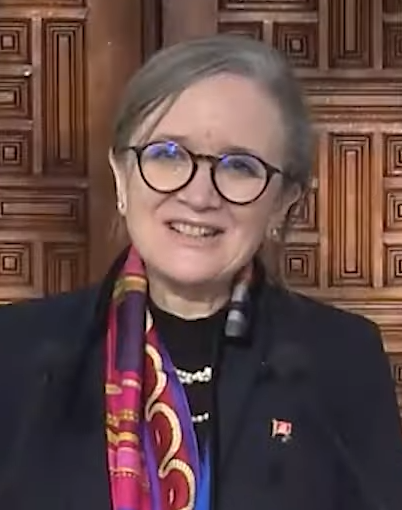
Najla Bouden Romdhane en septiembre de 2021, después de convertirse en la primera mujer en ostentar el cargo de Jefa de Gobierno de Túnez

El 15 de agosto de 2017 se promulgaba la Ley Orgánica 58/2017 de 11 de agosto, referente a la eliminación de la violencia contra la mujer, a tenor del último párrafo del artículo 46 de la Constitución tunecina de 2014, que compromete al Estado a "tomar las medidas necesarias para eliminar la violencia contra la mujer". Entró en vigor seis meses después, el 16 de agosto de 2018, tal y como estipulaba su artículo 44.º y último. Reivindicada durante años por organizaciones de la sociedad civil comprometidas con las mujeres y los derechos humanos, la Ley Orgánica 58/2017 es considerada la más ambiciosa del mundo árabe en materia de violencia de género, con un propósito de no sólo servir de instrumento sancionador mediante la modificación de artículos del CP, sino de modificar también la realidad social del país articulando adecuadamente los recursos humanos y materiales. Pérez Beltrán identifica tres cuestiones fundamentales que se pretendían con este propósito: adoptar una batería de medidas para prevenir, sensibilizar y educar sobre la violencia de género y sus implicaciones personales y sociales; poner en marcha un sistema eficaz de protección de las mujeres víctimas de la violencia; y crear una serie de instituciones y organismos para el seguimiento y control de los resultados.
Entre las áreas de operación de esta ley se dan solapamientos con el CEP vigente, que, pese a su carácter progresista, y entendiendo que su redacción se completó en 1956, conserva aspectos discriminatorios a los ojos de un legislador actual motivado por las demandas de una sociedad civil consolidada, como son la presunción de que la familia es patriarcal y jerárquica (cuarto párrafo, art. 23), el obedecimiento a la sharía en aspectos como el reparto desigual de la herencia (Corán, 4:12), la preponderancia del padre sobre la madre en lo relacionado con la tutela de menores (art. 154) o la exclusión de la mujer de la posibilidad de ser tutoras del menor (art. 8).
Según Ben Achour, la preocupación mayor que mostró la comisión encargada de elaborar el Proyecto de Ley Integral de 2014, en cuanto al CEP se refiere, estaba relacionada con la dote y, más concretamente, con las relaciones sexuales forzadas (art. 3). Si bien no ceñidas a ellas, las fracturas ideológicas se concentraron en cuestiones referidas a modificaciones del CEP. Depositado ante la Asamblea Nacional Constituyente el 12 de agosto de 2014, el proyecto fue finalmente retirado sin alcanzar un acuerdo final, y sólo retomado en 2016 por la ministra de la Mujer, la Familia y la Infancia, Samira Merai. Esta vez, la propuesta consiguió obtener consenso parlamentario y ser aprobada a través de la adopción de un tono más moderado, y la exclusión de cuestiones polémicas que incidían directamente en el CEP o el CP, como la penalización de la homosexualidad y del adulterio.